# Chinesische Nationalspiele 1993/Badminton
Bei den Chinesischen Nationalspielen 1993 wurden vom 15. August bis zum 19. September
1993 im Badminton fünf Einzel- und zwei Teamwettbewerbe ausgetragen.

## Sieger und Finalisten
| Disziplin    | Gold                      | Silber                    |
| ------------ | ------------------------- | ------------------------- |
| Herreneinzel | Zhao Jianhua              | Wu Wenkai                 |
| Dameneinzel  | Tang Jiuhong              | Hu Ning                   |
| Herrendoppel | Chen Hongyong Zheng Yumin | Jiang Xin Li Yongbo       |
| Damendoppel  | Yao Fen Lin Yanfen        | Zhang Jin Peng Xinyong    |
| Mixed        | Zhao Jianhua Sun Man      | Liu Jianjun Wang Xiaoyuan |
| Herrenteam   | Fujian                    | Jiangsu                   |
| Damenteam    | Jiangsu                   | Guangdong                 |